# Saßnitz, Eiskeller und Ruinen Dwasieden
Saßnitz, Eiskeller und Ruinen Dwasieden este o arie protejată (arie specială de conservare — SAC, sit de importanță comunitară — SCI) din Germania întinsă pe o suprafață de 31 ha, integral pe uscat.

## Localizare
Centrul sitului Saßnitz, Eiskeller und Ruinen Dwasieden este situat la coordonatele 54°30′20″N 13°37′17″E / 54.5056°N 13.6214°E.

## Înființare
Situl Saßnitz, Eiskeller und Ruinen Dwasieden a fost declarat sit de importanță comunitară în aprilie 2004 pentru a proteja 1 specie de animale. Situl a fost protejat și ca arie specială de conservare în august 2016.

## Biodiversitate
Situată în ecoregiunea continentală, aria protejată nu include niciun habitat protejat.
La baza desemnării sitului se află o specie protejată de  mamifere: liliac comun (Myotis myotis)